# Лонгёй
Лонгёй (фр. Longueuil; этимология дискуссионна) — город в составе мегаполиса Большой Монреаль в провинции Квебек, Канада. Город расположен на правом берегу реки Святого Лаврентия. В результате процесса субурбанизации Монреаля, со всех сторон его окружают пригороды так называемой Южной короны. Город вошёл в состав городского сообщества Монреаля в июне 2000 года. В административном плане разделяется на 4 округа.

## История
Местность в р-не Лонгёя была исследована французами в XVI в. Первым сеньором города стал французский военный исследователь Шарль Ле Мойн, прибывший в Новую Францию в возрасте 15 лет в 1641 г. и получивший от короны сениориальный надел в р-не Логёя в 1657 г. Официально деревня Лонгёй появилась на карте только в 1848 г. Лонгёй назван в честь деревни близ г. Дьеп (Франция). Происхождение же этого нзавания дискуссионно (возм. от лат. «longus» длинный, или же от кельтск. «лонг» корабль; вероятна и гибридная версия галло-романского происхождения).

## Население
По оценке на 2016 г. — 239 700 чел. Лонгёй — пятый по величине город Квебека; занимает площадь (116 км²). Плотность населения относительно невелика — 1.988,6чел./км² (в Санкт-Петербурге порядка порядка 6.000 чел./км²). В последнее время стимул к развитию ему дали взведение кондоминиумов Блё-Риваж и строительство нового кампуса Шербрукского университета.

### Языки
С 1977 года единств. офиц. язык города — французский.
85 % жителей франкофоны (родной язык французский), 8 % аллофоны (нео-квебекцы), и 6 % англофоны и англо-квебекцы (родной английский язык). Большинство англофонов проживает в округе Гринфильд Парк (Лонгёй), где они составляют порядка 35 % населения. Свыше 80 % населения исповедуют католичество (часто лишь номинально).
| Языковой состав 2006 | Языковой состав 2006 | Языковой состав 2006 | Языковой состав 2006 | Языковой состав 2006 |
| -------------------- | -------------------- | -------------------- | -------------------- | -------------------- |
| франкофоны           |                      |                      | 84.4 %               |                      |
| аллофоны             |                      |                      | 8.0 %                |                      |
| англофоны            |                      |                      | 6.7 %                |                      |
| англ. и франц.       |                      |                      | 0.9 %                |                      |

## Транспорт
В Лонгёе есть собственная автобусная сеть RTL (Réseau de transport de Longueuil). Помимо неё, Лонгёй связан с Монреалем через единственную станцию желтой ветки Монреальского метро на своей территории, а также через сеть междугородного транзита Exo.